# Croisilles
Croisilles é uma comuna francesa na região administrativa da Normandia, no departamento Calvados. Estende-se por uma área de 10,34 km². Em 2010 a comuna tinha 652 habitantes (densidade: 63,1 hab./km²).